# Desa Haurgeulis (administrativ by i Indonesien, lat -6,95, long 108,28)
Desa Haurgeulis är en administrativ by i Indonesien.   Den ligger i provinsen Jawa Barat, i den västra delen av landet, 180 km sydost om huvudstaden Jakarta.